# 1417
Cette page concerne l'année 1417  du calendrier julien.
L'année 1417 est une année commune qui commence un vendredi.

## Événements
- Explorations chinoises en Afrique orientale (1417-1433). Les flottes de l’amiral eunuque Zheng He visitent Malindi, Brava et Mogadisque et tentent de s’assurer la maîtrise du commerce sur l’océan Indien[1].

- Chimalpopoca devient le troisième souverain des Aztèques[2].

- Luttes internes pour le pouvoir au Japon. La rébellion d'Uesugi Zenshū contre le vice-shogun de Kamakura Ashikaga Mochiuji est réprimée par les troupes du shogun Yoshimochi Ashikaga. Début d'une période d'instabilité dans la région de Kantō[3]. Les Ashikaga perdent le contrôle de la région orientale du Kantō.
- Les Chinois relancent les négociations diplomatiques avec le Japon (1417-1418). Les Japonais désirent établir des rapports d’échange avec la Chine, mais refusent toujours d’entrer dans le système du tribut. Les Chinois menacent d’exercer des représailles, mais ne sont pas entendus dans un contexte politique instable[4].

### Europe
- 2 janvier : l'empereur Sigismond Ier quitte Liège à l'improviste sans avoir rendu leurs franchises aux Liégeois[5].
- Janvier-février : au début de l'année, le sultan occupe la Dobroudja[6]. La Valachie doit reconnaître la suzeraineté des Turcs ottomans. Elle garde dans un premier temps son autonomie interne, sa dynastie et sa religion chrétienne en échange d'un tribut. Mircea Ier de Valachie doit céder la Dobroudja au sultan.
  - La Valachie verse 3 000 ducats-or vénitiens de tribut annuel à la Porte (130 000 à la fin du XVIIe siècle).
  - Les marchands valaques obtiennent l’autorisation de commercer dans l’Empire ottoman moyennant le paiement d’une taxe, le gümrük (du grec kommerkion), de 2 % de la valeur des marchandises transportées. La Valachie contrôle la route du commerce reliant l’Asie à l’Europe centrale par la mer Noire.
- 26 mars : Sigismond Ier octroie une charte de liberté communale, datée de Constance où il s'est rendu pour le Concile, à la ville de Liège[5].
- 28 mars : Saint-Lô se rend sans combat au duc de Gloucester, qui commande les troupes anglaises d'Henri V. elle reste anglaise jusqu'en 1449[7].
- 5 avril : mort du dauphin Jean[8]. Charles de Ponthieu est reconnu comme héritier du trône de France après la mort de son frère (13 avril). Il obtient le 17 mai le duché de Berry[9].
- 18 avril : Frédéric IV de Hohenzollern devient électeur de Brandebourg[10].
- 28 avril : le comté de Clèves est érigé en duché par l'empereur Sigismond à Constance[11].
- 14 juin : le dauphin Charles est nommé lieutenant général du royaume de France[12].
- 29 juin : le comte de Huntingdon bat la flotte franco-génoise au large de Chef-de-Caux[13].
- 18 juillet : Jean de Gerson termine son traité qui condamne définitivement la secte des flagellants[14].
- 26 juillet : le pape d’Avignon Benoît XIII est déposé par le concile de Constance[15].
- 1er août : Henri V d'Angleterre débarque ses troupes  à l'embouchure de la Touques (aujourd'hui Trouville-sur-Mer), et entreprend la conquête de la Normandie[16]
- 4 septembre : assaut et prise de Caen par Henri V d'Angleterre[17]. Il assiège la citadelle où s'est réfugiée la garnison.
- 19 septembre : 
  - Bayeux se rend aux troupes anglaises[16].
  - Le château de Caen capitule et Henri V y établit son quartier général[16].
- 9 octobre : 
  - Le concile de Constance prend le décret Frequens où il se déclare institution permanente de l’Église, devant se réunir périodiquement et chargé du contrôle de la papauté[18].
  - Argentan se rend aux Anglais[16].
- 18 octobre : c'est au tour d'Alençon de tomber entre les mains des Anglais[16].
- 11 novembre : Oddone Colonna est élu pape par le concile de Constance et, sous le nom de Martin V devient le 206e pape de l'Église (fin de son pontificat en 1431)[19]. Fin du Grand Schisme d'Occident. Le concile se sépare en avril 1418.
- 14 décembre : John Oldcastle est exécuté en Angleterre comme Lollard, partisan de John Wyclif[20].
- 20 décembre : capitulation de Falaise[16].

- Dernière récurrence de la peste en Italie.